# ديفيد بيرك (سياسي)
ديفيد بيرك (بالإنجليزية: David Burke)‏ هو سياسي أمريكي، ولد في 26 يوليو 1967 في سينسيناتي في الولايات المتحدة. حزبياً، نشط في الحزب الجمهوري. وقد انتخب عضو مجلس نواب أوهايو.